# Phoebe Tonkin

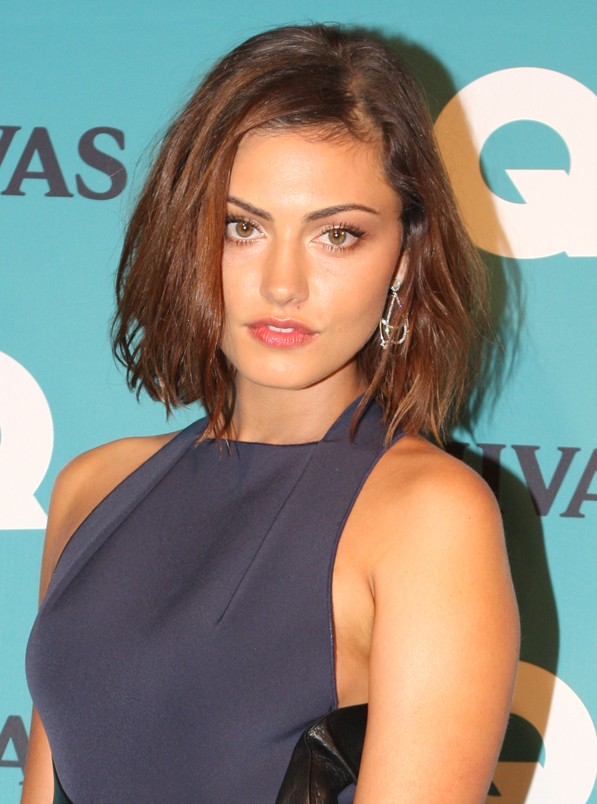
Phoebe Tonkin, 2012

Phoebe Jane Elizabeth Tonkin (* 12. Juli 1989 in Sydney, New South Wales) ist eine australische Schauspielerin. Ihre bekanntesten Rollen sind die der Cleo Sertori, eine der Titelrollen in der australischen Jugendserie H2O – Plötzlich Meerjungfrau, die sie von 2006 bis 2010 gespielt hat, sowie die der Hayley Marshall-Kenner in The Vampire Diaries und The Originals. Sie arbeitet auch als Model.

## Leben und Karriere
Phoebe Tonkin begann im Alter von vier Jahren mit Ballett- und Hip-Hop-Unterricht. Sie nahm ab ihrem zwölften Lebensjahr an Schauspielkursen teil, zum Beispiel am Australian Theatre for Young People (ATYP). An der Queenwood School in Balmoral nahm sie neben dem regulären Unterricht zusätzlich Privatstunden in Schauspiel und wirkte an Schulaufführungen mit.
Ihre erste Rolle hatte Tonkin in der australischen Jugendserie H2O – Plötzlich Meerjungfrau mit der sie international bekannt wurde. Im Oktober 2007 war sie zusammen mit ihren Co-Stars Claire Holt und Cariba Heine bei den britischen Nickelodeon Kids’ Choice Awards. 2009 war sie in drei Episoden in der mit dem Logie Award ausgezeichneten australischen Dramaserie Die Chaosfamilie als Lexi zu sehen. 2010 folgte eine Hauptrolle in dem Abenteuerfilm Tomorrow, When the War Began als Fiona Maxwell sowie einige Gastauftritte in der preisgekrönten Seifenoper Home and Away.
2011 stand sie im 3D-Horrorfilm Bait 3D zum wiederholten Male neben Cariba Heine vor der Kamera. Außerdem erhielt sie 2011 die Hauptrolle als Faye Chamberlain in der The-CW-Serie The Secret Circle, die jedoch nach einer Staffel eingestellt wurde. Im folgenden Jahr bekam sie in der ebenfalls von Kevin Williamson erdachten Serie Vampire Diaries die Rolle der Hayley Marshall, die sie von 2013 bis 2018 auch in dessen Spin-off The Originals verkörperte. In beiden Serien spielte sie erneut an der Seite von Claire Holt, mit der sie auch privat freundschaftlich verbunden ist.
Tonkin ist zudem mit Teresa Palmer befreundet, mit der sie für einige Jahre die Website YourZenLife betrieb. Von 2013 bis März 2017 war Tonkin mit Paul Wesley liiert. Als Model hatte sie einige Fotoshootings, unter anderem für Vogue Australia, die australischen Jugendmagazine Girlfriend und Dolly sowie eine Vauxhall-Werbung gemacht, und sie ist Testimonial für Chanel.
Am 10. Mai 2025 heiratete Tonkin den Kunstberater Bernard Lagrange in New York City. Die Zeremonie fand in der All Souls Church statt, mit anschließender Feier im Eleven Madison Park. Tonkin trug Chanel-Couture, unter den prominenten Gästen waren Margot Robbie und Claire Holt.

## Filmografie (Auswahl)
- 2006–2010: H2O – Plötzlich Meerjungfrau (H2O: Just Add Water, Fernsehserie, 78 Episoden)
- 2009–2010: Die Chaosfamilie (Packed to the Rafters, Fernsehserie, 3 Episoden)
- 2010: Tomorrow, When the War Began
- 2010: Home and Away (Fernsehserie, 7 Episoden)
- 2011–2012: The Secret Circle (Fernsehserie, 22 Episoden)
- 2012: Bait 3D – Haie im Supermarkt (Bait 3D)
- 2012–2013: Vampire Diaries (The Vampire Diaries, Fernsehserie, 8 Episoden)
- 2013–2018: The Originals (Fernsehserie, 86 Episoden)
- 2014: The Ever After
- 2015: Stalker (Fernsehserie, Episode 1x14)
- 2016: Cul-de-Sac (Kurzfilm)
- 2016: Take Down – Die Todesinsel (Take Down)
- 2017: Pillow Talk (Fernsehserie, Episode 2x05)
- 2018: Ein sicherer Hafen (Safe Harbour, Fernsehserie, 4 Episoden)
- 2018: The Affair (Fernsehserie, Episode 4x05)
- 2018: Final Stop (Kurzfilm)
- 2019–2020: Bloom (Fernsehserie, 12 Episoden)
- 2019: The Place of No Words
- 2020: Westworld (Fernsehserie, 2 Episoden)
- 2022: We Are Gathered Here Today
- 2022: Babylon – Rausch der Ekstase (Babylon)
- 2023: Transfusion
- 2023: Night Shift
- 2024: Boy Swallows Universe (Fernsehserie, 7 Episoden)
- 2024: Kid Snow
- 2025: The 8th Day